# Somaliwürger
Der Somaliwürger (Lanius somalicus) ist ein Singvogel aus der Gattung Lanius in der Familie der Würger (Laniidae).
Die starengroße, kontrastreich schwarz-grau-weiß gefärbte Würgerart ist im östlichen Afrika nördlich des Äquators in der Region um das Horn von Afrika und davon getrennt in Südäthiopien und Nord- und Nordwestkenia verbreitet. Den Süd- und Südwestteil seines Verbreitungsgebietes teilt er mit seiner Schwesterart dem Taitawürger. Er lebt einzeln oder in Brutpaaren in trockenen, nur mehr spärlich buschbestandenen Savannen.
Wie die Mehrheit der Vertreter dieser Gattung ist auch der Somaliwürger ein Ansitzjäger, der sich vornehmlich von Wirbellosen und gelegentlich von kleinen Wirbeltieren ernährt. Die Art gilt als Standvogel, doch wurden vereinzelt kleinräumige Wanderbewegungen und Einflüge in sonst nicht besiedelte Gebiete festgestellt.
Über die Verbreitungsdichte des Somaliwürgers liegen kaum Informationen vor. Auch zur Biologie der Art fehlen detaillierte Angaben. Zurzeit (2016) wird sie in keiner Gefährdungsstufe gelistet; zumindest regional scheint sie nicht selten zu sein.
Die Art ist monotypisch, es werden keine Unterarten beschrieben.

## Aussehen
Der Somaliwürger ist ein auffälliger, kontrastreich gezeichneter, eher kurzschwänziger Würger; er ist etwas schlanker als seine Schwesterart. Seine Länge beträgt 20–21 Zentimeter, das Gewicht schwankt um die 45 Gramm. Besonders auffallend und kennzeichnend ist der von den schwarzen Schwingen weiß abgesetzte schiefergraue Mantel.
Der Geschlechtsdimorphismus beschränkt sich auf minimale Färbungsunterschiede, die feldornithologisch nicht verwertbar sind. Bei Weibchen sind die Achselfedern (Federpartie am Unterflügel zwischen Körper und Flügel) bräunlich-grau, nicht schwarz wie beim Männchen. Eine rostrote Flankenfärbung, sonst ein häufiger Färbungsunterschied afrikanischer Würger, ist nicht ausgebildet.
Im Süd- und im Südwestteil des Verbreitungsgebietes überlappen seine Brutgebiete mit denen des Taitawürgers, mit dem er sehr leicht verwechselt werden kann. Der Somaliwürger ist langschwänziger, weniger massig, das Grau am Rücken ist gedämpfter und die Weißanteile an Schwanz und Schwingen sind ausgedehnter. Insbesondere weisen auch die Armschwingen und die Schirmfedern weiße Endzeichnungen auf. Insgesamt sind die beiden Arten aber schwer unterscheidbar und werden häufig verwechselt. Juvenile Somaliwürger sind bedeutend heller, hell graubraun oder sandfarben, gefärbt als juvenile Taitawürger, deren Grundfarbe ein rußiges Grau ist.
Stirn, Scheitel, Wangen, Nacken und oberer Mantel sind tiefschwarz. Die schwarze Gesichtsmaske wird vollkommen verdeckt. Der restliche Mantel und der Rücken sind zum Bürzel hin blass schiefergrau. Die Schultern sind weiß, ebenso die Basen der Handschwingen. Dadurch entsteht beim sitzenden Vogel ein immer sichtbares, recht ausgedehntes weißes Flügelfeld, beim fliegenden eine auffällige sichelförmige Zeichnung. Die Armschwingen und die Schirmfedern enden in weißen Spitzen, wodurch beim fliegenden Vogel die inneren Flügelränder fein weiß gesäumt sind und beim sitzenden weiße Federregionen an den Spitzen der Flügel erscheinen. Die Oberschwanzdecken und der Bürzel sind fast rein weiß. Die gesamte Körperunterseite ist weiß; zuweilen ist der Kehlbereich leicht rostbraun behaucht. Der deutlich gestufte Schwanz ist in seiner Grundfarbe schwarz. Die Außenfedern der sind komplett weiß, die anderen sind großflächig weiß gezeichnet, nur das Mittelpaar ist vollkommen schwarz. Die Schwanzunterseite ist ebenfalls weitgehend weiß. Der Hakenschnabel ist schwarz, ebenso die Beine. Die Iris ist braun.
Jungvögel sind hell graubraun bis sandfarben. Mit Ausnahme von Kopf und Mantel ist die Oberseite stark gebändert oder gefleckt. Die Flügeldecken und die Schirmfedern sind deutlich gelbbraun gerandet. Oberschwanzdecken und Bürzel sind blass gelbbraun, der Schwanz etwas dunkler. Das weiße Flügelfeld ist weitgehend ausgebildet. Die Gesichtsmaske ist vor allem im Bereich der Ohrdecken angedeutet. Die Unterseite weist leichte dunkle Bänderungen auf, gleicht sonst aber der Adulter.

### Mauser
Angaben zur Mauser fehlen weitgehend. Im Dezember wurden in Äthiopien drei Weibchen im letzten Stadium einer Gesamtmauser festgestellt; ebenfalls in Äthiopien im Februar zwei Jungvögel gegen Ende des Federwechsels ins erste Erwachsenenkleid.

## Lautäußerungen
Die Lautäußerungen der Art sind noch nicht ausreichend erforscht. Vor allem ist ihr situativer Kontext weitgehend unbekannt. Im Gegensatz zum Taitawürger bestehen aber eine Reihe sehr guter Tondokumente.
Häufigster Rufe scheint ein auffälliges häherartiges Kreischen zu sein, dem ein meist zweisilbiges helles, spitzes Zirpen (oft mit klirrender Klangqualität) folgt. Diese Grundstruktur wird vielfach abgeändert. Weiters sind aneinandergereihte, leise schwatzende Laute zu hören, die den zweiten Teil des oben genannten Rufes variieren. Als Alarmruf wird ein Laut mit gurrender Klangcharakteristik beschrieben.

## Verbreitung und Lebensraum

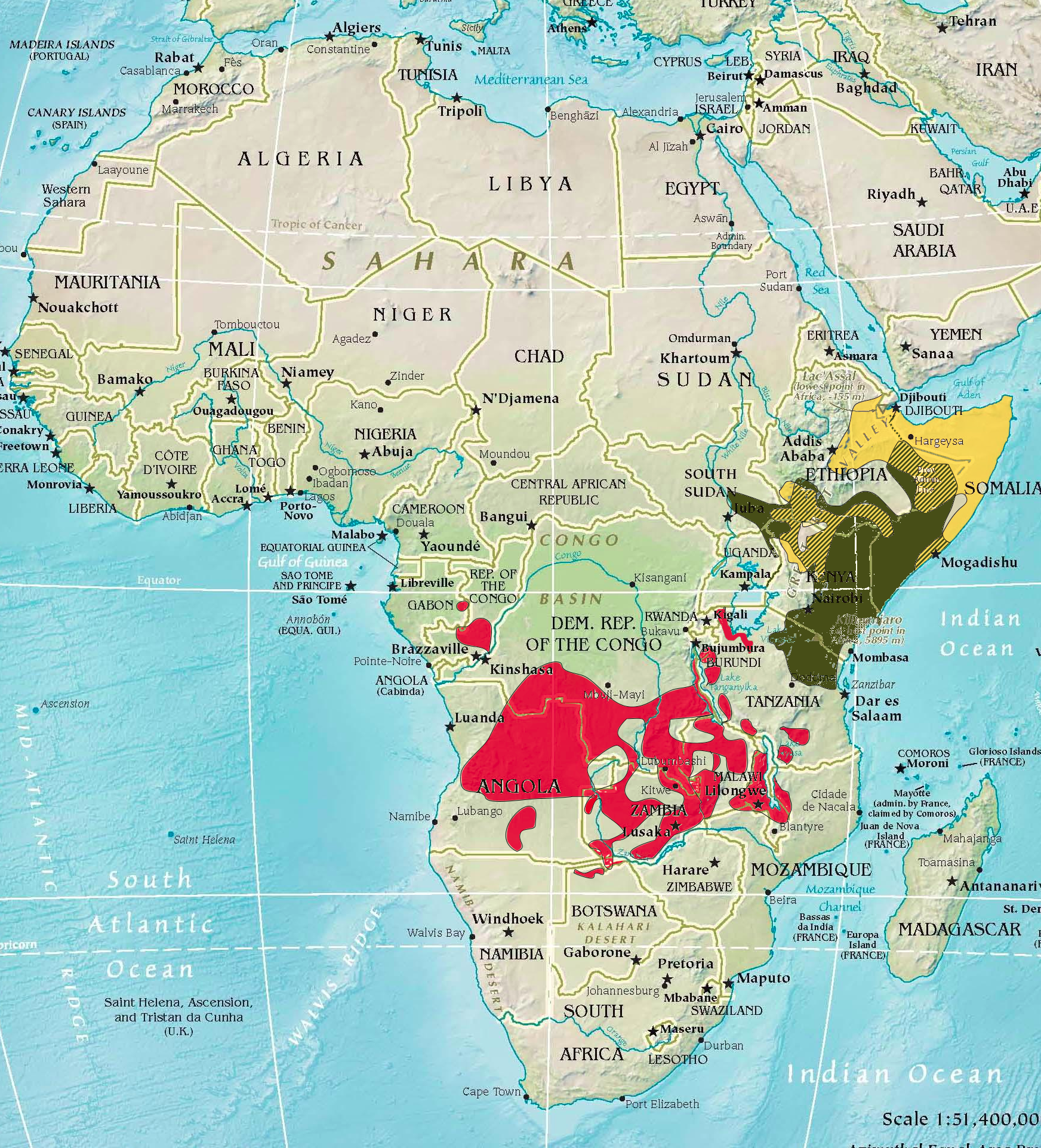
Verbreitungsgebiet des Somaliwürgers (gelb), des Taitawürgers (dunkelgrün) und des Rostmantelwürgers. Gelb-grün gestreift sind Regionen, in denen Somaliwürger und Taitawürger gemeinsam vorkommen.

Das Verbreitungsgebiet des Somaliwürgers ist in zwei relativ große, voneinander vollkommen getrennte Gebiete aufgesplittert. Das östliche liegt um das Horn von Afrika. Im Nordwesten erreicht es fast das Grenzgebiet zu Eritrea, verläuft dann südwestwärts bis südlich von Addis Ababa und ostwärts über den Norden Äthiopiens an die Küste des Indischen Ozeans. Somaliland sowie der Nord- und nördliche Zentralteil Somalias sind weitgehend flächendeckend besiedelt, nach Süden zieht sich das Verbreitungsgebiet entlang der Küste bis südlich von Mogadischu. Der westliche Teil liegt im äußersten Südosten der Republik Südsudan, im Norden und nördlichen Zentralteil Kenias und reicht ostwärts in einem schmalen Finger bis an die Grenze von Südäthiopien und Somalia. Die Nordgrenze liegt im Afar-Dreieck, ihr genauer Verlauf ist jedoch unklar. Trotz anscheinend geeigneter Habitate wurde die Art im Nordosten Kenias und Südosten Äthiopiens bisher nicht festgestellt.

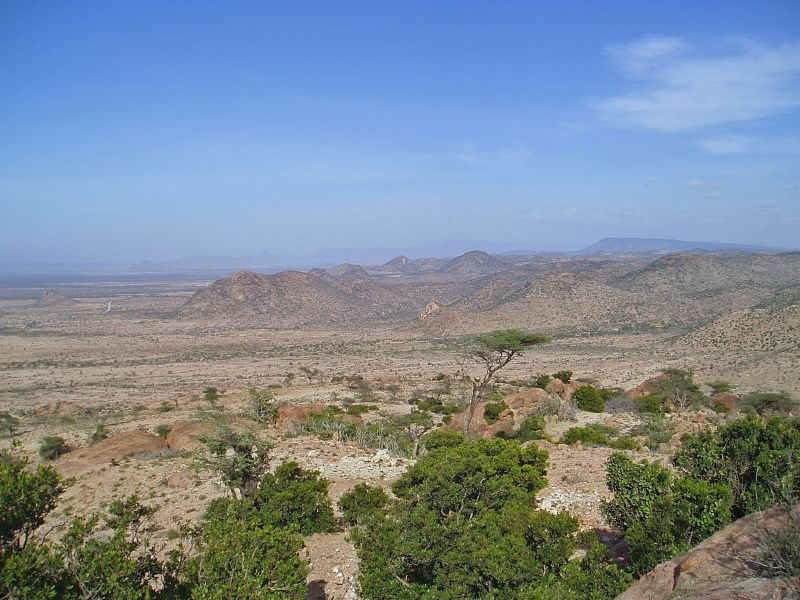
Nur mehr schütter Baum- oder buschbestandene trockene Regionen bis in Höhen von etwa 2000 Metern wie hier im Norden Somalias sind der Lebensraum der Art.

Die Art bewohnt bedeutend trockenere und vegetationsärmere Gebiete als ihre Schwesterart und ist somit räumlich fast immer deutlich von ihr getrennt. Bevorzugt werden trockene Grassavannen mit vereinzelten Büschen, trockene Bereiche von Akazien-Commiphora-Savannen, und nur mehr sehr spärliche bebuschte Halbwüsten. Sie kommt vom Meeresniveau bis in Höhen von etwa 2000 Metern (Mount Wagar, Somalia, beziehungsweise Nord- und Zentraläthiopien), im Westteil meist in Höhen unter 1000 Metern vor.
Die Art gilt als Standvogel, nachbrutzeitliche Sichtungen außerhalb des Brutgebietes machen jedoch zumindest gelegentliche, kleinräumige Wanderbewegungen wahrscheinlich. Sie wurde im Baringo County und Isiolo County in zum Teil untypisch feuchten Habitaten festgestellt.
Zu Raumbedarf und zur Größe und Art der Territorien bestehen keine Angaben.

## Biologische Details
Die Art ist ungenügend erforscht. Detaillierte Angaben zu den meisten biologischen Einzelaspekten sind nicht verfügbar.

### Nahrung und Nahrungserwerb
Die Nahrung der Art besteht zum Großteil aus Wirbellosen. Seltener aber regelmäßig erbeutet der Somaliwürger auch kleine Wirbeltiere.
Unter den Wirbellosen dominieren große Insekten, vornehmlich Heuschrecken, Käfer und Fangschrecken. Unter den Wirbeltieren dürften kleine Singvögel und deren Nestlinge dominieren.
Wie die meisten Arten der Gattung Lanius ist auch der Somaliwürger vor allem ein Ansitzjäger, der von einer meist exponierten Sitzwarte aus vor allem den Boden nach Beutetieren absucht. Als Sitzwarten dient ein Außenast eines Busches oder Baumes, Termitenhügel oder Telegrafenmasten und Telegrafenleitungen. Erspäht er ein geeignetes Beutetier, gleitet er vom Ansitz und schlägt es am Boden. Kleinere Beute wird an Ort und Stelle gefressen, größere zum Ansitz zurück getragen und dort zerlegt. Außer der Ansitzjagd wurden keine weiteren Jagdmethoden beobachtet. Der Somaliwürger spießt Beutetiere auf und legt Vorräte an.

## Verhalten und Brutbiologie
Der Somaliwürger lebt einzeln oder in Paaren; er ist tagaktiv und sicher während der Brutzeit, wahrscheinlich aber das gesamte Jahr über territorial. Er ist ein wehrhafter, aggressiver Vogel, der Eindringlinge bis zur Größe eines Raben attackiert und aus seinem Revier zu vertreiben versucht.
Die Brutzeit ist mit den jeweiligen Regenzeiten verbunden. Die meisten Bruten wurden in den nassesten Monaten beobachtet, in denen es reichlich Beute gibt. Die Brutzeit liegt in Äthiopien im März, zwischen Mai und August sowie im November, in Somalia setzt die sie an der Küste schon Ende Januar ein und dauert im Hochland bis Juli; frische Nester wurden auch im November und Dezember gefunden. Vor allem im Mai und November brütet die Art in Kenia.
Nest ist ein aus Gras und Zweigchen gewebter, eher seichter Napf, der meist im Inneren eines dichten Dornbusches in Höhen zwischen einem und eineinhalb Metern errichtet wird. Das Gelege besteht aus 3–4 cremefarbenen, manchmal auch leicht grünlichen, an beiden Enden blass grau und bräunlich gefleckten Eiern. Weitere Details sind nicht verfügbar.

## Systematik
Die Erstbeschreibung des Somaliwürgers ist insofern etwas verwirrend, da Gustav Hartlaub sich als alleinigen Autor nannte. Ihm lagen aber die Bälge der zwei Vögel, die Theodor Heuglin Anfang November 1857 in der Nähe von Bender Kam erlegte, gar nicht vor, denn die gingen in einem Kampf, wie Heuglin schreibt, verloren. Er verfügte also nur über die Beschreibung von Heuglin, auf deren Grund Hartlaub sie als neue Art erkannte. Heuglin wurde erst 2006 als Mitautor registriert.
Die verwandtschaftliche Stellung der Art innerhalb der Gattung ist nicht abschließend geklärt. Der Taitawürger gilt aufgrund großer morphologischer Ähnlichkeiten als Schwesterart, der Lanius collaris-Artenkreis gehört vermutlich in die nächste Verwandtschaft. Es werden keine Unterarten beschrieben.

## Bestand und Bedrohung
Die Art erscheint in keiner Gefährdungskategorie der IUCN. In Somalia scheint sie gebietsweise häufig zu sein; nicht selten ist sie auch in ihren äthiopischen Verbreitungsgebieten. In Kenia ist sie wesentlich seltener. Aus dem Südosten der Republik Südsudan liegen nur vier Brutzeitbeobachtungen vor; ob der Somaliwürger dort bisher nur übersehen wurde, oder generell sehr selten vorkommt, ist unbekannt. Der Bestandstrend wird als stabil eingeschätzt, auch der Lebensraum ist kaum bedroht. Der Somaliwürger brütet in einigen Nationalparks und Vogelschutzgebieten, wie zum Beispiel im Awash-Nationalpark.